# 法律事实
法律事实是法律规范所规定的，能够引起法律后果，即法律关系产生、变更和消灭的现象。法律事实的存在是产生法律后果的必要条件。

## 分类
行为与事件：
- 行为：以权利主体的意志为转移、能够引起法律后果的法律事实。
- 事件：不以权利主体的意志为转移的法律事实，包括绝对事件和相对事件。绝对事件指不是由人们的行为而是由某种自然原因引起的事件。相对事件指由人们的行为引起的事件，但它的出现在该法律关系中并不以权利主体意志为转移。

肯定的法律事实与否定的法律事实：
- 肯定的法律事实：表明法律事实的产生要求有一定的现象而出现。如果不存在该现象，就不能产生相应的法律后果。
- 否定的法律事实：表明法律事实的产生要求不存在一定现象。如果存在该现象，就不可能产生这一法律后果。

一次性作用的法律事实与状态：
- 一次性作用的法律事实
- 状态：长时间地、连续地或定期地存在的并产生法律后果的情况。

单一的法律事实与事实构成：
- 单一的法律事实：法律后果的产生要求有单一的现象出现。
- 事实构成：有些法律关系必须具备两个或两个以上的法律事实，在这些法律事实之间形成了一个法律事实的系统。